# Fabriciano Felisberto Carvalho de Brito
Fabriciano Felisberto Carvalho de Brito (Antônio Dias, então freguesia subordinada a Itabira, 22 de agosto de 1840 – Antônio Dias, 28 de junho de 1921) foi um comerciante, farmacêutico, militar e político brasileiro. Em 25 de agosto de 1888, recebeu do imperador Dom Pedro II o título de tenente-coronel da Guarda Nacional para a região da Comarca de Piracicaba.

## Biografia
Fabriciano Felisberto Carvalho de Brito nasceu em 22 de agosto de 1840 na então freguesia de Nossa Senhora de Nazaré de Antônio Dias Abaixo (atual município de Antônio Dias), pertencente a Itabira, no interior do estado de Minas Gerais, sendo filho do professor primário Antônio de Brito e de dona Theresa Umbelina. Cursou o ensino primário em uma escola de sua cidade natal, tendo ainda pequeno aprendido o ofício de sapateiro, profissão que exerceu durante sua juventude. Posteriormente atuou como comerciante e farmacêutico, herdando do sogro, José Tomás Pereira, uma casa comercial de gêneros, armarinhos e tecidos. Esse empreendimento modernizou-se a partir das viagens que fez ao Rio de Janeiro, de onde trazia mercadorias variadas e encomendas para a população da localidade.

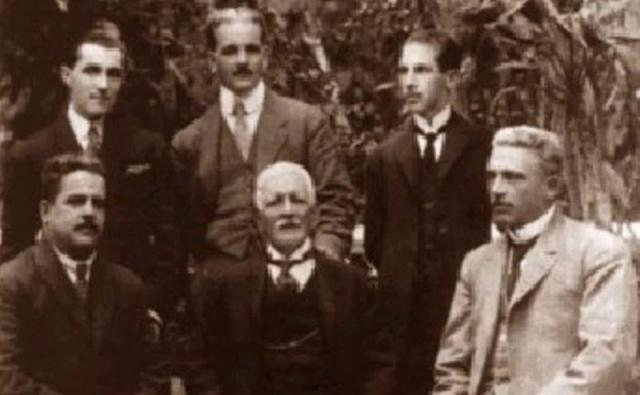
Coronel Fabriciano com os filhos José (à direita), Manoel (à esquerda) e Euzébio Tomás em pé entre Ramiro Berbert de Castro e Cândido de Oliveira; genros de Manoel e Euzébio Tomás, respectivamente.

Anos mais tarde, tornou-se um líder local, passando a exercer, por nomeação, diversos cargos públicos: escrivão do Cartório de Paz e da Subdelegacia de Polícia em 1862, subdelegado de polícia em 1876, agente dos Correios em 1877 e primeiro suplente de Juiz Municipal para o Distrito de Antônio Dias em 1888. Em 25 de agosto de 1888, através do apoio de amigos e do Partido Conservador, Fabriciano recebeu do imperador Dom Pedro II o título de tenente-coronel da Guarda Nacional para a região da Comarca de Piracicaba. Por intermédio de seu filho, Eusébio Tomás de Carvalho Brito, deputado e membro da comissão responsável pela divisão administrativa de Minas Gerais, foi um dos responsáveis pela criação da Vila de Antônio Dias (1911) e do distrito de Melo Viana (1923), sendo este mais tarde batizado de Coronel Fabriciano em sua referência e emancipado em 1948. Além da criação de um Grupo Escolar, necessária para que fosse Antônio Dias fosse instalada, Fabriciano também se encarregou da vinda da primeira estação telegráfica da cidade em 1920, coordenou a construção do primeiro hospital e deu início às obras da Igreja Matriz.
Faleceu no dia 28 de junho de 1921, casado com dona Anna Angélica de Carvalho Brito, nascida em 1849 e falecida a 21 de maio de 1936. O casal se encontra sepultado na Capela São Geraldo, em Antônio Dias, construída pelo coronel para mausoléu da família. Após a reforma da capela, em meados da década de 1970, seus restos mortais, juntamente com os de sua esposa, foram transladados para o interior do templo. O casal deixou três filhos: Dr. José Tomás de Carvalho Brito (casado com Josefa de Miranda Brito), Dr. Manoel Tomás de Carvalho Brito (casado com Elisa Robertina de Albuquerque) e Dr. Eusébio Tomás de Carvalho Brito (casado com Ernestina Lage de Brito), dos quais se originaram 21 netos e 38 bisnetos até a data do centenário de Fabriciano, 22 de agosto de 1940.

## Homenagens
No dia 17 de abril de 1909, foi instalada em Antônio Dias a escola que leva desde então o nome do tenente-coronel. Pelo decreto-lei estadual nº 88, de 30 de março de 1938, o então distrito antoniodiense Melo Viana foi batizado com o nome de Coronel Fabriciano, emancipando-se em 27 de dezembro de 1948. A carta-patente da nomeação de Fabriciano Felisberto Carvalho de Brito a tenente-coronel da Guarda Nacional, assinada pelo imperador Dom Pedro II em 1888, foi tombada como patrimônio cultural fabricianense através do decreto municipal nº 1 033, de 31 de março de 1997.